# Golfo de Monastir
O golfo de Monastir (em árabe: خليج المنستير) é um golfo do mar Mediterrâneo situado no leste da Tunísia, a sul da cidade de Monastir.
É limitado a norte pelas ilhas El Ghdamsi, situadas ao largo de Monastir, que marcam a fronteira natural com o golfo de Hammamet, situado a norte. A sul, termina no cabo de Rass Dimass, junto à cidade de Bekalta. O seu litoral em forma de crescente estende-se por cerca de 40 km e ao largo há várias ilhas, nomeadamente o arquipélago das Kuriat, onde há intenções de criar uma reserva natural. As principais cidades no golfo são Monastir, Khniss, , Ksibet el-Médiouni, Lamta, Sayada, Téboulba e Bekalta; a maioria delas são conhecidas pela sua atividade pesqueira.